# عفان
عفان، عزبة تابعة لقرية الإبراهيمية بالوحدة المحلية لقرية شباس الملح، التابعة لمركز دسوق، التابع لمحافظة كفر الشيخ في جمهورية مصر العربية.